# Désoxyribose
Le désoxyribose (C5H10O4), ou plus exactement le 2-désoxyribose, est un pentose (aldopentose) dérivé du ribose par substitution d'hydrogène en remplacement du groupement hydroxyle en position 2, ce qui implique la perte d'un oxygène. Il s'agit donc d'un désoxyose. C'est d'ailleurs l'origine de son nom, formé à partir de ribose auquel on a enlevé (dés-) un oxygène (oxy-)
Ce sucre intervient principalement dans la chaîne composant les hélices de l'ADN. Il en existe 3 formes différentes en solution aqueuse.

## Physique
On sait qu'un tel composé peut apparaître dans des conditions de naissance d'une étoile dans une nébuleuse. Cela a pu être reproduit en laboratoire.
Exposer de la glace (d'un mélange eau-méthanol) aux ultraviolets, à −260 °C en chambre à vide, engendre du 2-désoxyribose ainsi que plusieurs autres sucres. Cependant, la molécule n'est pas stable dans la roche et nous n'en avons pour l'instant jamais trouvé dans des météorites.

## Chimie

Formes en solution aqueuse

Le ribose forme un cycle à 5 atomes composé de 4 atomes de carbone et un d'oxygène (cycle furanose). Les groupements hydroxyle sont liés à 3 des carbones. Les autres carbones et le groupement hydroxyle sont attachés à un des atomes de carbone attachés à l'oxygène. Dans le désoxyribose, le carbone le plus proche du carbone substitué est séparé de son atome d'oxygène dans ce qui aurait dû être un groupe hydroxyle du ribose. 
En solution aqueuse, le désoxyribose existe sous 3 formes tautomères : une forme linéaire et deux formes cycliques (furanose et pyranose), la dernière est la plus stable (75 %).